# Heinrich Schulz
Pour les articles homonymes, voir Schulz.
Peter Heinrich Andreas Schultz (né le 19 août 1797 à Hanovre, mort le 25 mai 1886 dans la même ville) est un peintre hanovrien.

## Biographie
Heinrich Schultz naît au moment de l'Union personnelle entre la Grande-Bretagne et Hanovre (de) et grandit lors de l'occupation par Napoléon.
Schulz reçoit ses premières leçons de dessin du graveur et peintre Johann Gerhard Huck (de), qui meurt peu après. Schulz devient l'élève de Johann Heinrich Ramberg. Schulz vit à Dresde à partir de 1818 et étudie en Italie de 1823 à 1826 avant de s'installer à Hanovre en 1830.
Avant même le début de la révolution industrielle dans le royaume de Hanovre, Schulz est l'un des initiateurs de l'Association d'art de Hanovre, fondée en 1832, aux côtés de l'architecte Justus Molthan (de), du sculpteur August Hengst (de), du peintre Justus Elias Kasten (de) et d'autres.
De l'année de fondation de 1831 et jusqu'au début de la fondation de l'Empire allemand en 1876, Schulz est le premier professeur de dessin à main levée à l'École polytechnique de Hanovre. Il a notamment pour élèves Edmund Koken, Theodor Kotsch, August Klemme (de), Wilhelm Busch…